# پاسکوالینو د سانتیس
پاسکوالینو د سانتیس (انگلیسی: Pasqualino De Santis؛ ۲۴ آوریل ۱۹۲۷ – ۲۳ ژوئن ۱۹۹۶) یک مدیر فیلم‌برداری اهل ایتالیا بود. 

## جوایز
وی برنده جوایزی همچون جایزه اسکار بهترین فیلمبرداری شده است. او این جایزه را در سال ۱۹۶۸ برای فیلم رومئو و ژولیت دریافت کرد.

## فیلم‌شناسی
- رومئو و ژولیت (۱۹۶۸)
- غروب خدایان یا نفرین‌شدگان (۱۹۶۹)
- سندیکا: مرگی در باند تبهکاران (۱۹۷۰)
- مرگ در ونیز (۱۹۷۱)
- تابلوی خانواده در صحنه‌ای از زندگی روزانه (۱۹۷۴)
- جسدهای سرشناس (۱۹۷۶)
- ننه (۱۹۷۷)
- شیرین‌بیان (۱۹۷۹)